# Admira Wacker Panthers
Die Admira Wacker Panthers sind die zweite Mannschaft des österreichischen Zweitligisten Admira Wacker. Die Mannschaft spielte ab der Saison 2008/09 in der Regionalliga Ost. Zur Saison 2022/23 fusionierten die Amateure der Admira mit dem Ligakonkurrenten FCM Traiskirchen zum FCM Flyeralarm Traiskirchen. Seit der Saison 2023/24 treten sie wieder eigenständig an und spielen aktuell in der vierthöchsten Spielklasse, der Landesliga.

## Geschichte
Die Amateure des damals noch als VfB Admira Wacker Mödling auftretenden Vereins stiegen 2003 als Meister der Landesliga erstmals in die Regionalliga Ost auf. In der Debütsaison in der Ostliga belegte man den elften Tabellenrang. Zudem nahm das Team in jener Spielzeit erstmals am ÖFB-Cup teil, in dem man in der ersten Runde dem Bundesligisten SK Rapid Wien unterlag. In der zweiten Saison in der dritthöchsten Spielklasse erreichten die Admira Amateure den zwölften Rang. Im Cup schied man gegen den ebenfalls drittklassigen ASK Köflach wieder in der ersten Runde aus.
In der Saison 2005/06 erreichte die Mannschaft mit Platz fünf in der Ostliga erstmals einen einstelligen Tabellenrang. In der Saison 2006/07 schied man im Cup abermals in der ersten Runde aus, diesmal gegen den Zweitligisten FC Kärnten. In der Ostliga erreichte man nur den 15. Platz, wodurch man nach vier Jahren wieder in die Landesliga abstieg. Da zeitgleich allerdings den Profis die Lizenz für die zweite Liga entzogen worden war, musste man gar in die fünftklassige 2. Landesliga Ost absteigen. In der Saison 2007/08 belegte man Platz 13 in der 2. Landesliga. Zur Saison 2008/09 fusionierte die Admira mit dem Zweitligisten ASK Schwadorf. Die erste Mannschaft der Admira übernahm den Platz von Schwadorf in der zweiten Liga, die zweite Mannschaft der Admira übernahm den Platz der vormals drittklassigen ersten Mannschaft der Admira in der Regionalliga und stieg somit nach einer Saison Unterbrechung wieder in die dritthöchste Spielklasse auf.
In der Saison nach der Rückkehr erreichte das Team den achten Tabellenrang und im Cup erreichte man nach einem Erstrundensieg gegen den ASK Horitschon erstmals die zweite Runde, in der aber gegen den Bundesligisten FK Austria Wien Endstation war. In der Saison 2009/10 erreichten die Admira Amateure ihr bis heute bestes Ergebnis: Man wurde mit drei Punkten Rückstand auf den FC Waidhofen/Ybbs Vizemeister. Im Cup warf man zudem in der ersten Runde den Bundesligisten SV Mattersburg aus dem Bewerb, ehe man in der zweiten Runde dem Zweitligisten First Vienna FC unterlag. In der darauffolgenden Saison war von Erfolg allerdings keine Rede mehr, man wurde Zwölfter. Für den Cup qualifizierte man sich in der Saison 2010/11 nach einer Vorrundenniederlage gegen den Landesligisten SKU Amstetten erst gar nicht. In der Saison 2011/12 ging es weiter bergab, man wurde erreichte Platz 14 und sicherte sich den Klassenerhalt erst am letzten Spieltag mit einem 8:0-Sieg gegen den SC Columbia Floridsdorf. Schlussendlich hatte man lediglich einen Punkt Vorsprung auf die Abstiegsränge. Im Cup schied man in jener Spielzeit in der ersten Runde gegen die Wiener Austria aus.
In der Saison 2012/13 lief es für die Admira Amateure wieder besser und man wurde Vierter. In der Saison 2013/14 konnte man sich als Zehnter zum zweiten Mal in Folge in den Top 10 platzieren. In der Saison 2014/15 wurde das Team Siebter, in der Saison 2015/16 wieder Zehnter. Dies sollte die letzte Top-10-Platzierung für mehrere Saisonen bleiben: In der Saison 2016/17 wurde das Team Elfter, in der Spielzeit 2017/18 Zwölfter. In der Saison 2018/19 wurde man abermals Zwölfter und hatte dabei nur drei Punkte Vorsprung auf die Abstiegsplätze. In der Saison 2019/20 belegte man nach 18. Spieltagen den 15. Rang und war somit stark abstiegsgefährdet, allerdings wurde die Saison aufgrund der COVID-19-Pandemie abgebrochen, wodurch es keine weiteren Folgen gab für das Team. Die Saison 2020/21 wurde ebenfalls abgebrochen, diesmal lag man zum Zeitpunkt des Abbruchs auf Rang acht.
Im April 2022 wurde beschlossen, dass Admira II zur Saison 2022/23 mit dem Ligakonkurrenten FCM Traiskirchen zum FCM Flyeralarm Traiskirchen fusionieren und somit dann die Reserve der Admira bilden wird. Zur Saison 2023/24 wurde nach nur einem Jahr wieder eine eigenständige Zweitmannschaft der Admira geschaffen, die in Anlehnung an das Vereinslogo den Namen Panthers erhielt, die in die 2. Landesliga eingegliedert wurde. In dieser wurde das Team direkt Meister und stieg damit in die viertklassige Landesliga auf.

## Trainerhistorie
- Walter Knaller (2000–2001)
- Gerhard Rodax (2002)
- Dominik Thalhammer (2003–2004)
- Robert Hoffmann (2004–2005)
- Robert Pflug (2005)
- Ernst Baumeister (2005–2006)
- Fritz Drazan (2006)
- Mehdi Pashazadeh (2006–2007)
- Slobodan Batričević (2006)
- Kurt Hoffer (2007–2008)
- Gerhard Rodax (2008)
- Dietmar Kühbauer (2008–2010)
- Oliver Lederer (2010–2013)
- Rolf Martin Landerl (2013–2016)
- Thomas Darazs (2016)
- Ernst Baumeister (2016)
- Martin Hiden (2017–2018)
- Csaba Szántó (2018–2020)
- Patrick Helmes (2020–2021)
- Sven Schuchardt (2021)
- Tilo Morbitzer (2021)
- Walter Knaller (2022)